# Петров Олександр Григорович
Олександр Григорович Петров (1803—1887) — цензор, таємний радник, директор Рішельєвського ліцею.

## Біографія
Олександр Григорович Петров народився в 1803 році. По закінченні гімназії у м. Воронеж, навчався у Харківському університеті: курси юридичного факультету, етико-філологічне відділення філософського факультету. В 1819 році вийшов з університету зі ступенем кандидата та в лютому 1820 року отримав призначення на посаду викладача законознавства Київської гімназії.

#### Педагогічна діяльність
У 1835—1838 роках був директором училищ Київської губернії, потім директором 1-ї гімназії. В 1838—1844 роках працював інспектором класів Київського інституту шляхетних дівчат.
З липня 1844 року до грудня 1852 року обіймав посаду директора Рішельєвського ліцею в Одесі. Водночас з 27 вересня 1844 року до 23 грудня 1846 року був попечителем учбового округу. У лютому 1853 року вийшов у відставку.

#### Робота у Цензурному комітеті
У липні 1860 року повернувся на службу та до серпня 1865 року обіймав посаду цензора у Московському Цензурному комітеті.
В 1863 році отримав чин дійсного статського радника.
В 1865 році був призначений головою Санкт-Петербурзького Цензурного комітету.
В 1875 році призведений у таємні радники.
Помер у Санкт-Петербурзі 31 липня 1887 року, будучи головою Цензурного комітету та членом Ради Головного Управління у справах друку.